# Stamnodes gratificata
Stamnodes gratificata là một loài bướm đêm trong họ Geometridae.